# Incilius tutelarius
Espèce
Synonymes
- Bufo tutelarius Mendelson, 1997

Statut de conservation UICN

 EN B1ab(iii,v) : En danger
Incilius tutelarius est une espèce d'amphibiens de la famille des Bufonidae.

## Répartition

Distribution

Cette espèce se rencontre entre 1 050 et 2 000 m d'altitude :
- au Mexique de la Sierra Chimalapa dans le sud-est de l'État d'Oaxaca à la Sierra Madre de Chiapas au Sud du Chiapas,
- dans l'ouest du Guatemala dans la Sierra Madre de Chiapas.

## Description
Les mâles mesurent jusqu'à 76,2 mm et les femelles jusqu'à 103,6 mm.

## Publication originale
- Mendelson, 1997 : A New Species of Toad (Anura: Bufonidae) from the Pacific Highlands of Guatemala and Southern Mexico, with Comments on the Status of Bufo valliceps macrocristatus. Herpetologica, vol. 53, no 1, p. 14-30 (texte intégral).